# Аккерманська залізниця

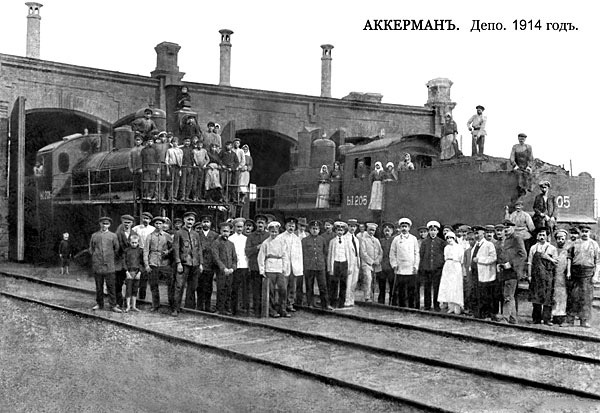
Депо в Аккермані

Аккерманська залізниця — залізничний шлях до Білгорода-Дністровського, прокладений у  1913—1915 роках.

## Передумови

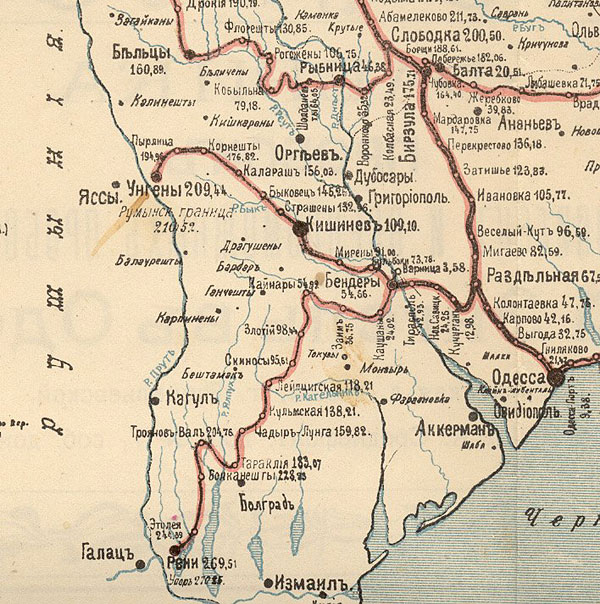
Карта Південно-Західної залізниці Російської імперії (1899)

На початку XX століття Аккерман лишався відрізаним залізницею від великих торгових шляхів.

## Будівництво
1913 року розпочалося будівництво залізниці до Аккерману. 15 квітня 1913 року головним інженером споруджуваної залізниці призначили колезького асесора Авдулова Павла Володимировича (який закінчив Петербурзький інститут інженерів шляхів сполучення імператора Олександра I), а його заступником призначено — колезького секретаря Башинського Віктора Володимировича. Державним інспектором за будівництвом Бессарабських залізниць призначили статського радника Амосова Михайла Григоровича, завідувачем контролю — Є. М. Смугге.
Залізничну станцію Аккерман у місті відкрито 1913 року. Залізничну лінію Аккерман — Басарабяска прокладено 1915 року, яка пролягла через місто Арциз до міста Бессарабка (Молдова).

## Історія
У 1914 році по озеру Ялпуг між Болградом і Ізмаїлом було відкрито водне сполучення, яке забезпечували два пароплава і 20 барж, що дозволило доставляти залізничні вантажі в дунайські порти, оскільки Ізмаїл та інші дунайські пристані в той час не були з'єднані залізницею з іншими містами.
1940 року територія Бесарабії між Дунаєм, Прутом і Дністром перейшла до СРСР. І радянська влада наприкінці 1940 — на початку 1941 років, побудувала гілку від Арцизу до Ізмаїла.
Остаточно ж залізнична мережа півдня Одеської області склалася до 1955 року, коли було збудовано капітальний підйомний міст у гирлі Дністровського лиману (див. нижче). З огляду на ряд організаційних перетурбацій, Одеська та Молдавська залізниці деякий час, з 1953 по 1979 роки були об'єднані в єдину Одесько-Кишинівську залізницю.
Коли ж залізниці 1979 року розділилися, то лінії на півдні Одеської області, звичайно, дісталися Одеській залізниці. А ось лінія від станції Бессарабська до Рені та Галаца – перейшла під обслуговування Молдавської залізниці, незважаючи на те, що місто та станція Рені знаходяться на Одещині.
При цьому на півдні Одеської області саме залізниця стала основою усієї системи пасажирських перевезень. Так, з Одеси двічі на день ходили пасажирські (приміські) дизель-поїзди на Ізмаїл, дизель-поїзд до Бессарабської, пасажирський поїзд Одеса–Рені. Ще один пасажирський поїзд пов'язував Рені з Кишиневом. Місцеві дизель-поїзди курсували між Бессарабською та Білгородом-Дністровським (через Арциз), між Бессарабською та Арцизом, між Бессарабською та Кишинівом, деякий час — між Рені та Етулією/Болградом, між Ізмаїлом та Білгород-Дністровським (через Арциз).
В 1990-ті — 2000-ні роки різко скоротилася кількість пасажирських поїздів на „тепловозних“ лініях Одеської області — до одного поїзда Одеса–Ізмаїл з причіпним вагоном до Березино. Також деякий час до 2005 року ходив причіпний вагон з Одеси до Рені, але йшов він через Роздільну та Кишинів, а час у дорозі становив понад 12 годин.
Коли була розібрана гілка від Березино до Бессарабської (1997), ділянка залізниці на території України на околицях Рені належала Молдові та обслуговувалась її залізницею. 
1999 року ділянки залізниці на території України в Рені та станція Болград були передані «Укрзалізниці» і, таким чином, виявилися ізольованими від решти мережі залізниць України.
У серпні 2022 р. відновився рух вантажних потягів по відбудованій залізниці на півдні Одеської області, яка сполучає станцію Березине з вузловою станцією Басарабяска в Молдові.
А з липня 2022 року відновлено рух вантажних поїздів з Рені до Румунії.

## Підйомний міст у Затоці

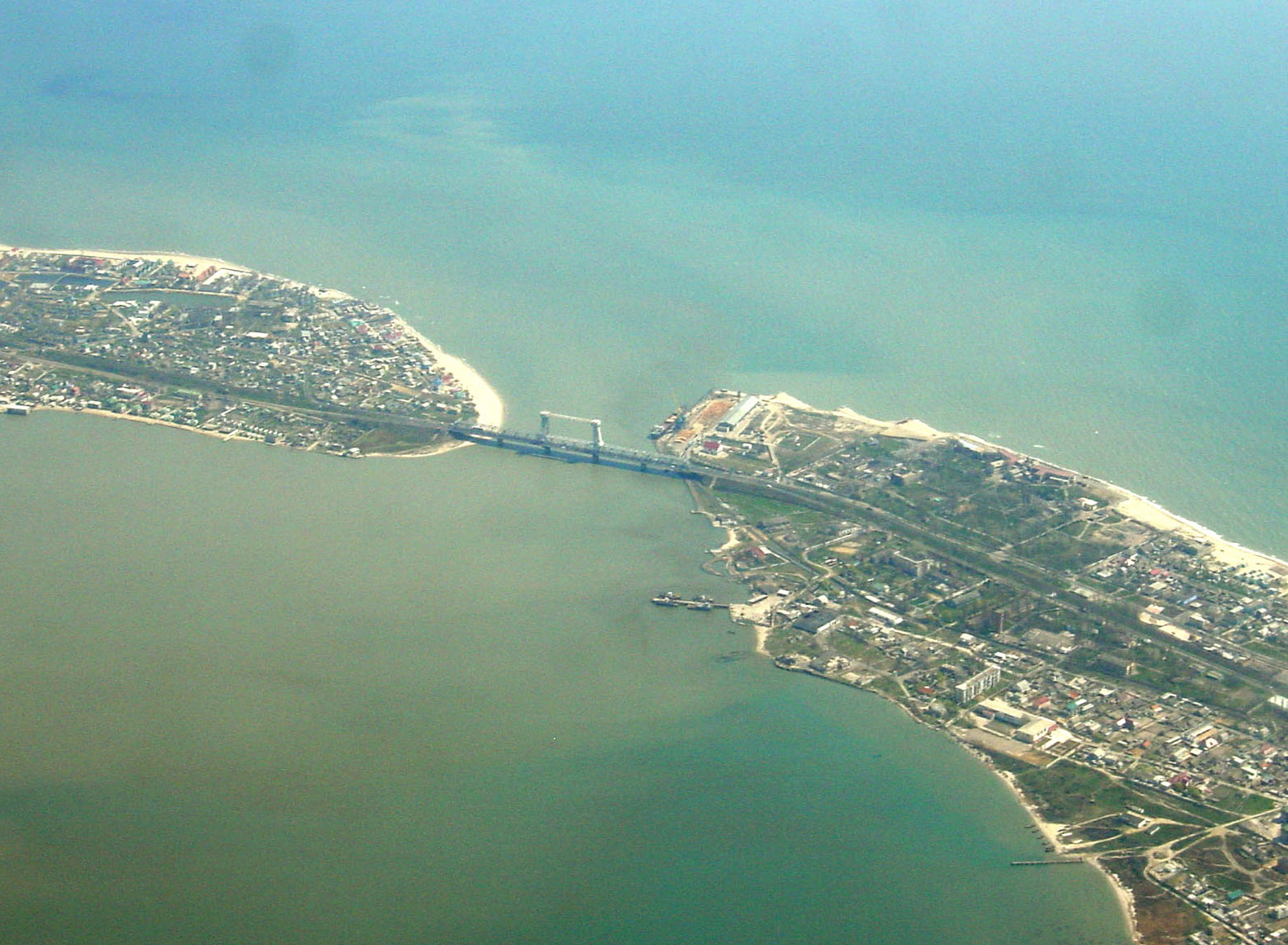
Підйомний міст у Затоці через Дністровсько-Цареградське гирло

Впродовж 1952—1955 років тривало будівництво автомобільно-залізничного підйомного мосту через Цареградське гирло у Затоці.
5 грудня 1955 року відбулося його урочисте відкриття, відтоді мостом до Білгорода-Дністровського почали курсувати вантажні та пасажирські поїзди з Одеси.

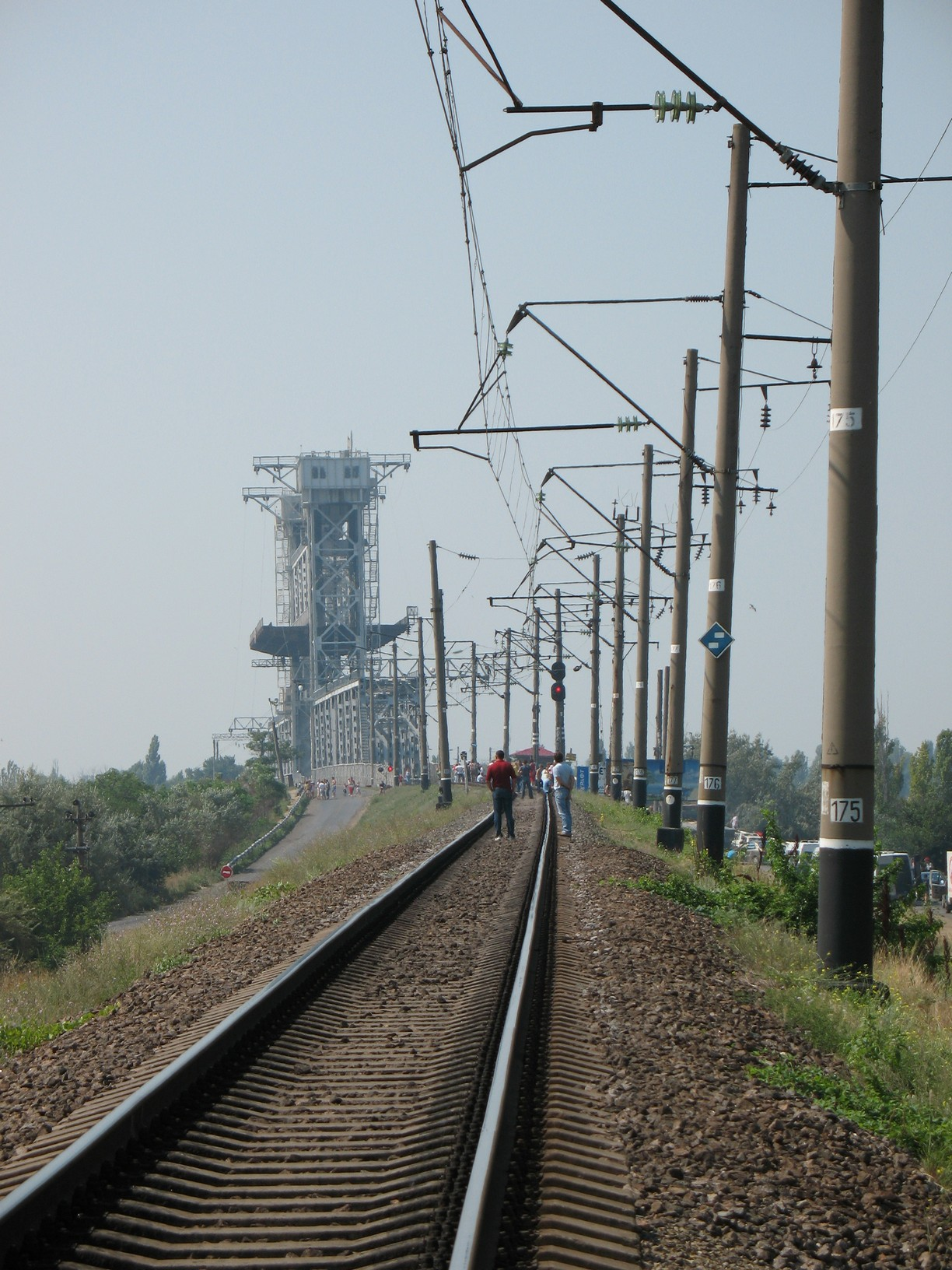
Вигляд на міст з боку залізниці

Наприкінці 1950-х років розпочався регулярний рух приміських поїздів у сполученні Одеса — Білгород-Дністровський.
У 1973—1974 роках залізнична лінія від Одеси до станції Білгород-Дністровський  (завдожки 81 км) електрифікована змінним струмом (~25 кВ), а лінія у напрямку станції Арциз і понині неелектрифікована.